# Christuskirche (Marienfeld)
Die Christuskirche in Marienfeld ist eine Filialkirche der evangelischen Gemeinde im ostwestfälischen Harsewinkel. Kirche und Gemeinde gehören zum Kirchenkreis Halle der Evangelischen Kirche von Westfalen.
Der Kirchenbau ist hexagonal gestreckt, also rhomboid. In der Länge misst sie 19 Meter, an der breitesten Stelle 12,5 Meter. An den Seiten des Kirchenraumes zeigen die Fenster in Bleiverglasung Schöpfung und Erlösung. Die Fenster wurden von Ursula Beste aus Barntrup entworfen. Der Kirchenraum fasst 150 Personen und kann um 50 Sitzplätze erweitert werden. Über dem Kirchenraum sind noch zwei Jugendräume.
Das Außenmauerwerk ist aus holländischem Klinker, die Kirche ist mit einem Schiefer-Walmdach gedeckt. Der Turm misst 21 Meter.

## Geschichte
Bereits um 1530 gab es in Warendorf und Umgebung erste lutherische Bemühungen, die in Marienfeld jedoch durch das Zisterzienserkloster niedergehalten wurden. Durch die folgende Gegenreformation wurde das Münsterland im Katholizismus gestärkt.
1867 lebten Evangelische im Amt Harsewinkel, denn diese wurden der evangelischen Kirchengemeinde in Brockhagen zugeteilt. Da in Harsewinkel keine Gottesdienste abgehalten wurden, mussten sie, oft mit gemieteten Pferdewagen, die Gottesdienste in Brockhagen besuchen.
Im Jahr 1939 waren im Amt Harsewinkel von den 6.353 Einwohnern 285 evangelisch, von denen 98 in Marienfeld lebten. Nach dem Zweiten Weltkrieg nahm die Zahl der Evangelischen stark zu. Ein großer Teil stammt aus dem zerbombten Münster, die größtenteils wieder in die Heimat zurückkehrten. Später kam ein großer Strom von Vertriebenen aus Schlesien, Ostpreußen und Pommern nach Harsewinkel und Marienfeld. An Karfreitag 1946 kam der erste Transport aus Reichenbach in Marienfeld ein, später ein größerer aus Groß-Wilkau.
1945 wurden Harsewinkel und Marienfeld durch einen Hilfsprediger Meschke betreut, 1946 durch den Diakon Rudolf. Zeitweise werden die Evangelischen in Marienfeld von Pfarrer Viehage aus Isselhorst betreut. Ein Pfarrer Horstmann aus Brockhagen hielt gelegentlich Gottesdienste in Harsewinkel. 1947 wurde Pfarrer Scholz aus Baumgarten in Schlesien beauftragt, seelsorgerischen Dienst in Marienfeld und Harsewinkel zu tun. Räumlichkeiten für den Gottesdienst standen noch nicht zur Verfügung.
Schon 1950–52 war die Gemeinde in Harsewinkel in einigen Punkten selbstständig. 1951 bekamen Harsewinkel und Marienfeld eine Nebenstelle der Kirchenkasse Brockhagen. Im selben Jahr wurde Pfarrer Vethake mit der Seelsorge in Harsewinkel beauftragt. Er kaufte ein Grundstück und ließ in Harsewinkel ein Pfarrhaus errichten. Zum 1. März 1952 wurde die zweite Pfarrstelle von Brockhagen nach Harsewinkel verlegt. Am 30. November 1953 wurde Pfarrer Martin Johanningmeier für diese Stelle gewählt.
Die evangelischen Gottesdienste in Marienfeld fanden zunächst in der alten katholischen Abteikirche statt. 1954 konnte in den ehemaligen Wirtschaftsgebäuden des Klosters, die seinerzeit als Schule genutzt wurden, ein Raum für die Gottesdienste hergerichtet werden. Am 1. Juli des Jahres wurde die evangelische Kirchengemeinde für Harsewinkel und Marienfeld gegründet. Die zweite Pfarrstelle aus Brockhagen ging auf Harsewinkel über. In dieser Zeit befand sich die evangelische Kirche in Harsewinkel bereits im Bau.
Am 4. November 1962 wurde Gerhard Backer (* 21. November 1929) Pfarrer in Harsewinkel und Marienfeld. Er erwirkte den Bau der Christuskirche in Marienfeld, die am 5. Juli 1964 von Landeskirchenrat Bremer der Gemeinde übergeben wurde. Der Entwurf der Kirche stammt von Dipl.-Ing. Schmidt und Architekt Krummkühler. Die damals politische eigenständige Gemeinde Marienfeld finanzierte die Glocke im Werte von 3.000 DM, die Firma Claas aus Harsewinkel spendete für den Bau der Kirche. Die Baukosten der Kirche betrugen 180.900 DM.